# Sansevieria gracillima
Espèce
Classification APG III (2009)
Sansevieria gracillima, également appelée Dracaena gracillima, est une espèce de plantes de la famille des Liliaceae et du genre Sansevieria.

## Description
Plante succulente, Sansevieria gracillima présente des feuilles cylindriques.

## Distribution
L'espèce est originaire de la corne de l'Afrique, en particulier de la Somalie. Elle est officiellement décrite et acceptée depuis 2005.

## Cultivar
Le cultivar le plus répandu et vendu de Sansevieria gracillima est appelé 'variegata'.